# Nationalcharta-Referendum in Niger 1987
Das Nationalcharta-Referendum in Niger 1987 fand am 16. Juni 1987 statt. Die Wahlberechtigten Nigers stimmten mehrheitlich für eine Annahme der Nationalcharta.

## Hintergrund
Seit dem Staatsstreich von 1974, der das Ende der Ersten Republik bedeutete, wurde Niger nicht mehr auf Grundlage einer Verfassung regiert. Die Nationalcharta war als Vorstufe einer erst zu schaffenden neuen Verfassung konzipiert. Die Charta wurde am 21. März 1987 vom Nationalen Entwicklungsrat des Militärregimes per Dekret angenommen und schließlich am 16. Juni 1987 auch zur Volksabstimmung vorgelegt. Sie sah beratende, nicht gewählte staatliche Institutionen vor und garantierte Vereinigungsfreiheit sowie eingeschränkte Pressefreiheit.

## Ergebnis
Von rund 3.370.000 registrierten Wählern gingen 3.262.314 zu den Urnen. Dies entspricht einer Wahlbeteiligung von etwa 96,8 %. Von den abgegebenen Stimmzetteln wurden 3.255.323 als gültig und 6.991 als ungültig gewertet.
|      | Stimmen   | Anteil  |
| ---- | --------- | ------- |
| Ja   | 3.241.589 | 99,58 % |
| Nein | 13.734    | 0,42 %  |

Das Referendum fand unter massiver Kontrolle des Militärregimes statt.

## Folgen
Das mit der Nationalcharta eingeführte Recht auf Vereinigungsfreiheit, auch politischer Natur, legte die Grundlage zur Herausbildung politischer Parteien in Niger. Das Referendum zur Verfassung der Zweiten Republik wurde am 24. September 1989 abgehalten.